# Pont couvert d'Hillsgrove
Le pont couvert d'Hillsgrove (en anglais : Hillsgrove Covered Bridge) est un pont couvert en bois situé à Hillsgrove Township, dans le comté de Sullivan en Pennsylvanie.

## Histoire
Construit vers 1850, le pont a été restauré en 1963 et 2001.
Le pont est inscrit sur le Registre national des lieux historiques.

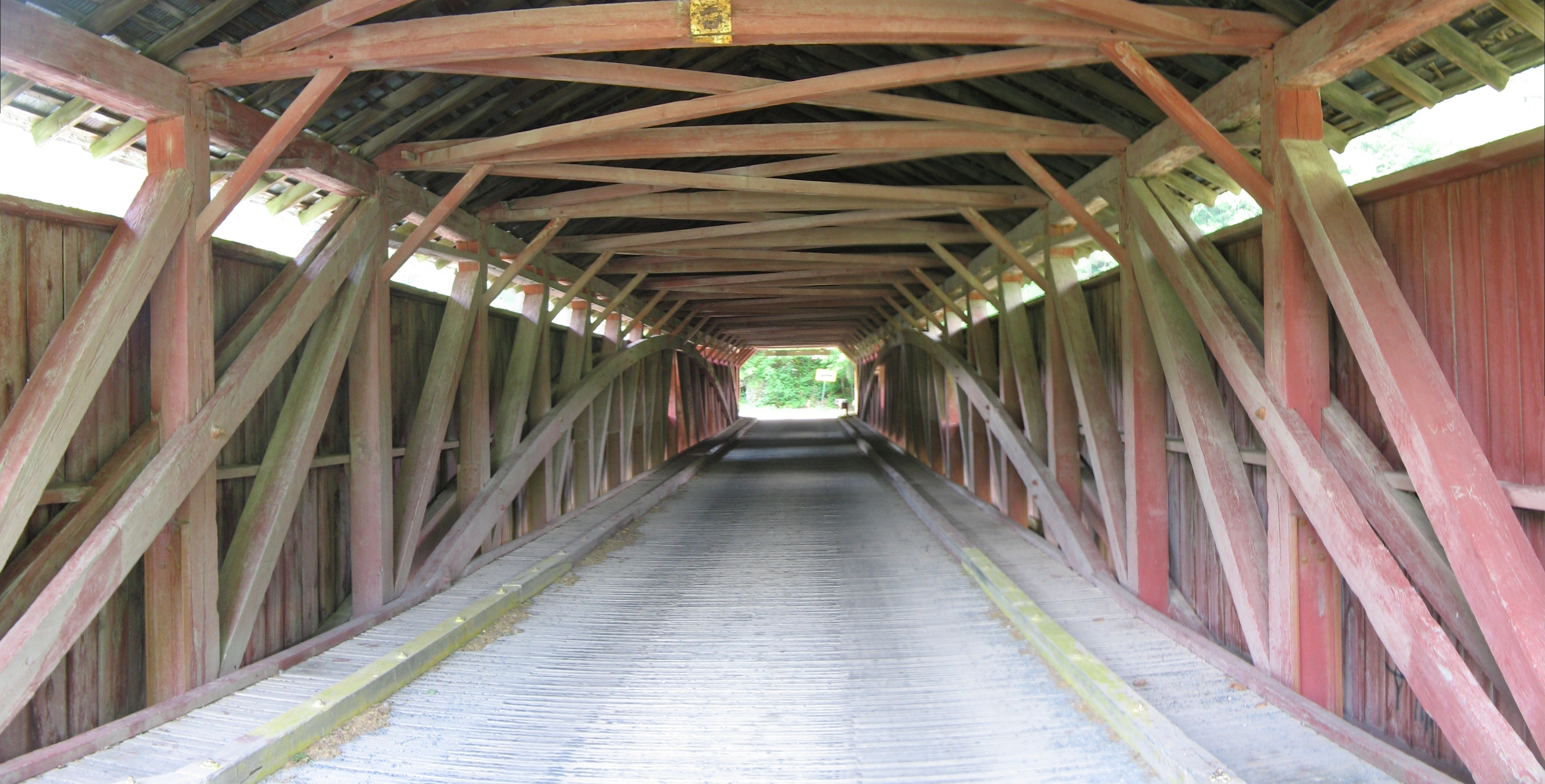
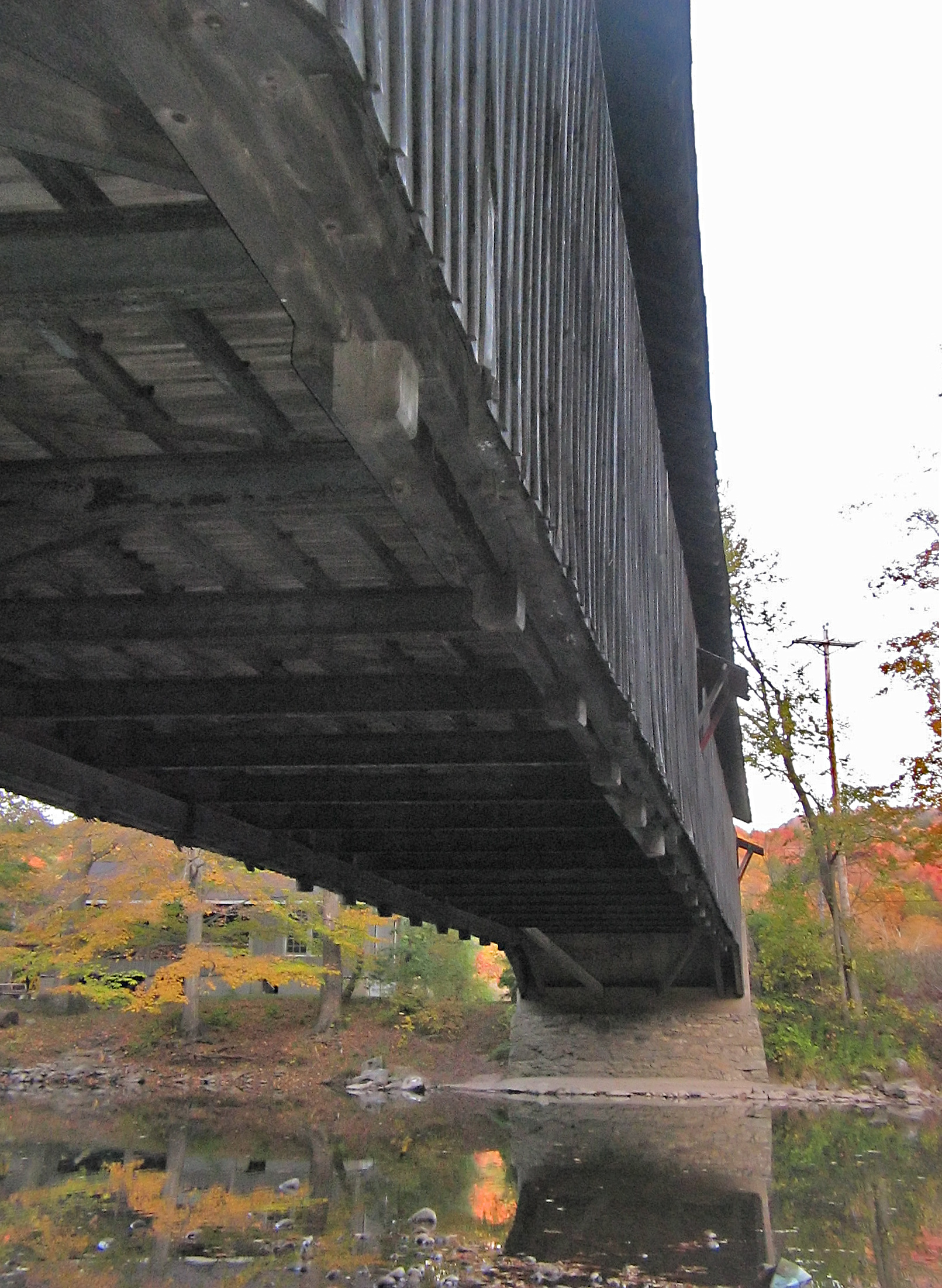